# Srijemski Mihaljevci
Srijemski Mihaljevci (srpski: Сремски Михаљевци) su naselje u općini Pećinci u Srijemskom okrugu u Vojvodini.

## Stanovništvo
Prema popisu stanovništva iz 2002. godine u naselju Srijemski Mihaljevci živi 837 stanovnika, od čega 698 punoljetnih stanovnika s prosječnom starosti od 41,6 godina (39,5 kod muškaraca i 43,8 kod žena). U naselju ima 250 domaćinstva, a prosječan broj članova po domaćinstvu je 3,35.
Prema popisu iz 1991. godine u naselju je živjelo 862 stanovnika.
| Etnički sastav 2002. |            |        |
| Narod                | Stanovnika |        |
| Srbi                 | 792        | 94,62% |
| Romi                 | 16         | 1,91%  |
| Jugoslaveni          | 3          | 0,35%  |
| Hrvati               | 1          | 0,11%  |
| Rumunji              | 1          | 0,11%  |
| Ukrajinci            | 1          | 0,11%  |
| nepoznato            | 15         | 1,79%  |

| broj stanovnika | 1044  | 1008  | 1027  | 865   | 837   | 862   | 837   |
|                 | 1948. | 1953. | 1961. | 1971. | 1981. | 1991. | 2001. |

## Vanjske poveznice
- Karte, položaj vremenska prognoza
- Satelitska snimka naselja  Arhivirana inačica izvorne stranice od 8. ožujka 2021. (Wayback Machine)